# East Hartford
East Hartford est une ville située dans le comté de Hartford, dans l'État du Connecticut aux États-Unis. Lors du recensement de 2010, East Hartford avait une population totale de 51 252 habitants.

## Géographie
Selon le Bureau du recensement des États-Unis, la superficie de la ville est de 18,73 milles carrés (48,51 km2), dont 18 milles carrés (46,62 km2) de terres et 0,74 milles carrés (1,92 km2) de plans d'eau, soit 4 %.

## Histoire
East Hartford devient une municipalité indépendante de Hartford en 1783.

## Démographie
D'après le recensement de 2000, il y avait 49 575 habitants, 20 206 ménages, et 12 830 familles dans la ville. La densité de population était de 1 062,2 hab./km2. Il y avait 21 273 maisons avec une densité de 455,8 maisons par km2. La décomposition ethnique de la population était : 64,69 % blancs ; 18,83 % noirs ; 0,34 % amérindiens ; 4,01 % asiatiques ; 0,04 % natifs des îles du Pacifique ; 8,74 % des autres races ; 3,35 % de deux ou plus races. 15,23 % de la population était hispanique ou Latino de n'importe quelle race.
Il y avait 20 206 ménages, dont 29,2 % avaient des enfants de moins de 18 ans, 41,5 % étaient des couples mariés, 17,4 % avaient une femme qui était parent isolé, et 36,5 % étaient des ménages non familiaux. 30,2 % des ménages étaient constitués de personnes seules et 11,3 % de personnes seules de 65 ans ou plus. Le ménage moyen comportait 2,42 personnes et la famille moyenne avait 3,01 personnes.
Dans la ville la pyramide des âges était 24,1 % en dessous de 18 ans, 7,8 % de 18 à 24, 30,2 % de 25 à 44, 22,3 % de 45 à 64, et 15,6 % qui avaient 65 ans ou plus. L'âge médian était 37 ans. Pour 100 femmes, il y avait 91,4 hommes. Pour 100 femmes de 18 ans ou plus, il y avait 87,8 hommes.
Le revenu médian par ménage de la ville était 41 424 dollars US, et le revenu médian par famille était de 50 540 $. Les hommes avaient un revenu médian de 36 823 $ contre 29 860 $ pour les femmes. Le revenu par habitant de la ville était de 21 763 $. 10,3 % des habitants et 8,1 % des familles vivaient sous le seuil de pauvreté. 15,5 % des personnes de moins de 18 ans et 7,3 % des personnes de plus de 65 ans vivaient sous le seuil de pauvreté.
| 1820  | 1850  | 1860  | 1870  | 1880  | 1890  |
| ----- | ----- | ----- | ----- | ----- | ----- |
| 3 375 | 2 497 | 2 951 | 3 007 | 3 500 | 4 455 |

| 1900  | 1910  | 1920   | 1930   | 1940   | 1950   |
| ----- | ----- | ------ | ------ | ------ | ------ |
| 6 406 | 8 138 | 11 648 | 17 125 | 18 615 | 29 933 |

| 1960   | 1970   | 1980   | 1990   | 2000   | 2010   |
| ------ | ------ | ------ | ------ | ------ | ------ |
| 43 977 | 57 583 | 52 563 | 50 452 | 49 575 | 51 252 |

| 2020   | - | - | - | - | - |
| ------ | - | - | - | - | - |
| 51 045 | - | - | - | - | - |

## Économie
Le siège social de Pratt & Whitney se trouve dans cette ville.